# Nitrous Oxide
Nitrous Oxide (* 1984 in Posen, Polen; bürgerlicher Name Krzysztof Prętkiewicz) ist ein polnischer Trance-DJ und -Produzent.

## Biographie
Als Krzysztof Prętkiewicz 1998 entdeckte, wie man Musik am Computer produzieren kann, wurde dies bald zu einer Leidenschaft, der er einen Großteil seiner Freizeit widmete. Ohne musikalische Grundausbildung eignete er sich die dafür nötigen Kenntnisse selbst an. Während seine ersten Produktionen eher im Bereich Hard Trance anzusiedeln waren, produziert Nitrous Oxide heute hauptsächlich Uplifting Trance.
Im Jahr 2003 traf Krzysztof Prętkiewicz den polnischen Produzenten Kamil Bigaj und gründete mit ihm das Trance-Projekt 3rd Moon. Zusammen haben die beiden bisher mehrere Singles veröffentlicht, unter anderem „Diving In The Sky“ und „Bliss“.
Seine erste Solo-Produktion „Galaxia“ erschien 2005 als Eigenveröffentlichung. Früh erhielt Nitrous Oxide Unterstützung von Above & Beyond, die ihn 2006 auf ihrem Musiklabel Anjunabeats unter Vertrag nahmen. Als erste Single auf diesem Label erschien 2006 „North Pole / Frozen Dreams“. Im selben Jahr produzierte Krzysztof unter dem Pseudonym Redmoon mit „Cumulus“ auch die Hymne für die Sensation White in Polen. 
2010 erschien das Debütalbum Dreamcatcher.

## Diskographie

### Alben
- 2010: Dreamcatcher

### Singles
- 2005: Galaxia
- 2006: Waterfall (als N2O)
- 2006: Cumulus (als Redmoon)
- 2006: North Pole / Frozen Dreams
- 2007: Salida Del Sol (als N2O)
- 2007: Territory (als N2O)
- 2007: Amnesia
- 2007: Morning Light / Orient Express
- 2008: Waves
- 2009: Aurora
- 2009: Show Me / Magenta
- 2010: Dreamcatcher
- 2010: Far Away (feat. Aneym)
- 2010: Moon Dust (mit Adam Nickey)
- 2010: Reflection
- 2010: The Journey
- 2010: Downforce
- 2011: Follow You (feat. Aneym)
- 2011: iPeople / Gr8!
- 2012: Tiburon
- 2012: Poznan / Day Break (mit Adam Kancerski)
- 2012: Energize (mit Space Rockerz) / Nautica (mit Dan Stone)
- 2012: Two Sides (feat. Jess Morgan)
- 2013: K.O. (pres. N2O)
- 2013: Believer (mit Aneym)
- 2013: North Pole

als 3rd Moon (mit Kamil Bigaj)
- 2006: DNA / RNA
- 2006: Diving In The Sky
- 2007: Meltdown / Burned Out
- 2009: Bliss

### Remixe (Auswahl)
- 2006: Mike Koglin vs. P.O.S. – Untitled Audio
- 2006: Aalto – 5
- 2007: Cerf, Mitiska & Jaren – Saved Again (3rd Moon Remix)
- 2008: OceanLab – Beautiful Together
- 2008: Signalrunners – Electric Sheep
- 2008: Alex M.O.R.P.H. – Sunshine
- 2009: Sunny Lax – Reborn
- 2009: Above & Beyond – Anjunabeach
- 2010: Arty – The Wonder